# Laura Berg
Laura Kay Berg (Santa Fe Springs, Californië, 6 januari 1975) is een Amerikaans softbalster en olympisch kampioene. Ze studeerde aan de California State University - Fresno.

## Erelijst

### Olympische Zomerspelen
Ze won in 1996, 2000 en in 2004 een olympische gouden medaille met haar softbalteam. In 2008 won ze een zilveren medaille.

### Wereldkampioenschap softbal
Ze won in 1994, 1998, 2002 en 2006 een gouden medaille op de wereldkampioenschappen met haar team.

### Pan-Amerikaanse Spelen
Ze won in 1999, 2003 en in 2007 een gouden medaille op de Pan-Amerikaanse Spelen met haar team.
| Logo van de Olympische Spelen | Goud | Zilver | Brons | Logo van de Olympische Spelen |
|                               | 3    | 1      | 0     |                               |